# オーロラ (イリノイ州)
オーロラ（英: Aurora）は、アメリカ合衆国イリノイ州の都市。人口は18万0542人で、州内第2の都市である。シカゴ都市圏に含まれる。オーロラの市域は4郡に股がっているが、公式にはケーン郡に属している。1881年にアメリカ合衆国では最初期に全て電力による街灯を導入したので「光の都市」と呼ばれる。

## 歴史
フォックス川岸のオーロラとなった地域に開拓者が訪れる前は、インディアンの集落があった。ブラック・ホーク戦争の後の1834年、マカーティ兄弟が到着して川の両岸の土地を所有したが、西岸の土地は売却した。川の対岸にレイク兄弟が製材所を開設した。マカーティ兄弟は東岸に住み、自分達の製材所を運営した。当初オーロラは2つの村落であり、1つはフォックス川の東岸にあった。1837年に郵便局が作られ、公式にオーロラが生まれた。1857年、東岸にあったオーロラが西岸のものと合併して公式に市制が布かれた。1856年にオーロラ消防局が設立され、その年初の消防車を所有した。川の両岸にあった地域社会はどちらの側に公共の建物を置くべきか合意できなかったので、その大半は川の中にあるストルプ島とその周辺に建設された。当初の市役所と郵便局があった場所は現在駐車場になっている。
オーロラ市が成長するにつれて、多くの工場や仕事ができて人口が増えた。1856年、シカゴ・バーリントン・アンド・クインシー鉄道がオーロラに客車製造修繕工場を建て、1960年代まで町では最大の雇用主になった。東岸に多くの重工業が進出し、ヨーロッパからの移民を多世代にわたって雇用することになった。主にイギリス、アイルランド、スカンディナビア、ルクセンブルク、ドイツ、フランスおよびイタリアからの移民が多かった。特にアメリカ合衆国の北部からは専門職や管理職の移住者が到着して対岸に住み着き、西岸は裕福な地区になった。オーロラはフォックス川流域経済での中心になった。高度に工業化されたことと町を大きな川が分けていること、および鉄道の工場があること、これら3つの要素が組み合わされて、オーロラの政治、経済、および社会史を活力有るものにしてきた。川の両岸にある地区はライバル関係を持続し、それが毎年の高校のフットボールやバスケットボールの試合に引き継がれている。これはイリノイ州の中でも最古のライバル高校となっている。
オーロラ市はその勃興期から様々な国からの移民を受け容れ、寛容であり、歓迎しており、また南北戦争の前は公然と奴隷制度廃止運動を支持した。1910年以降はメキシコからの移民が来るようになった。社会的には教育、宗教、福祉および女性に対する態度で革新的だった。イリノイ州で最初の無料公共教育学区が1851年に作られ、4年後には女子高校もできた。1887年までに、9つの宗派を代表する20の教区（2つのアフリカ系アメリカ人教会を含む）が設立され、1893年に出発したYWCAは今日でも運営を続けている。
オーロラ市は1974年まで製造業の中心だったが、この年に鉄道の工場が閉鎖された。間もなく他の多くの工場や工業地域も他所に移るか事業を止めた。1980年までに市内の工業地域で操業している企業はほとんど無くなり、失業率は16％にも上った。ウェストフィールド・フォックス・バレーのある最東部の発展が刺激になったが、ストルプ島の中心街は衰退することになった。犯罪率が上がり、1980年代半ばには不良グループが形成され始めた。1980年代には多くのヒスパニック系移民も多く町に入って来始めた。1980年代後半、市の郊外に幾つかの事業と産業の団地が設立された。1993年、中心街にカジノが作られ、最近20年間で最初の中心街再開発が始まった。1990年代後半、オーロラ市郊外の田園部で開発が始まった。市の外郭、特にデュページ郡で分譲地が出現し、オーロラ市の人口が急増した。今日、市内人口のうち約7万人はこれら外郭部に住んでいる。

## 地理

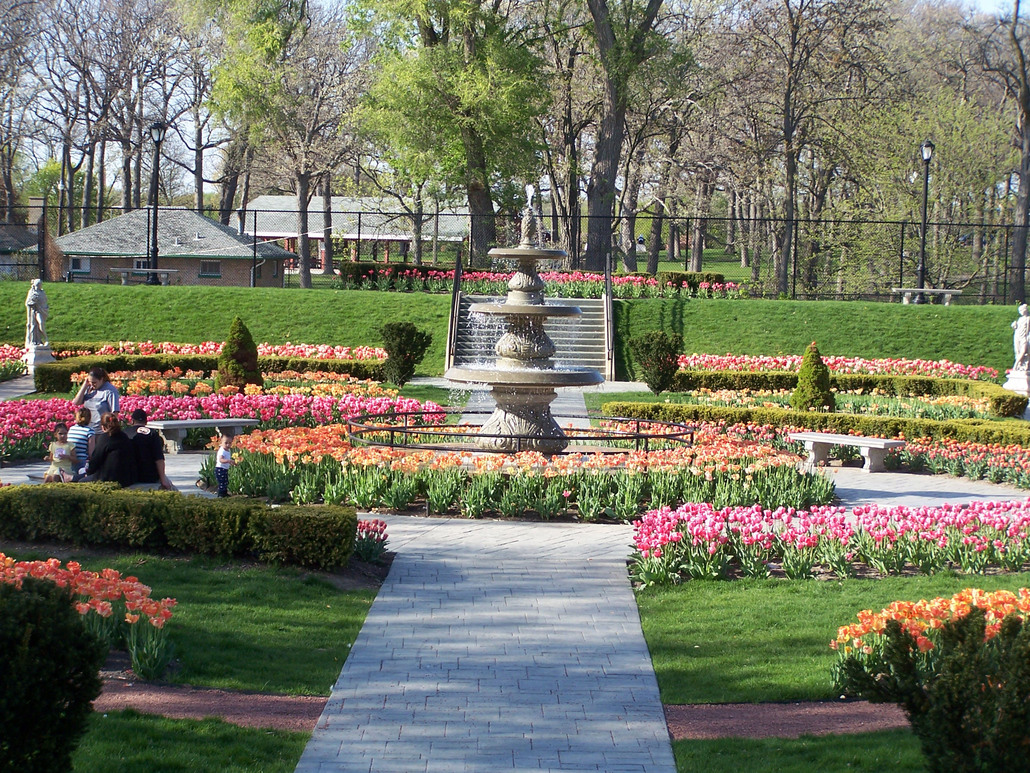
フィリップス公園の「サンクン・ガーデン」

オーロラは北緯41度45分48秒 西経88度17分24秒 / 北緯41.76333度 西経88.29000度に位置する。アメリカ合衆国国勢調査局に拠れば、市域全面積は39.42平方マイル (102.1 km2)、このうち陸地は38.53平方マイル (99.8 km2)、水面は0.89平方マイル (2.3 km2)で水域率は2.26％である。
オーロラ市は伝統的にケーン郡に入っていると見なされているが、実際にはそれ以外にデュページ郡、ケンドール郡およびウィル郡の4つの郡に市域が跨っている。このような市はイリノイ州に他にも2つ有る（バーリントンヒルズとセントラリア）。オーロラ市はケーン郡で最大の都市であり、人口の中で約10万人はケーン郡に住んでいる（中心街は全てケーン郡に入っている）。オーロラのデュページ郡に入っている部分には約6万人が住んでいる。ウィル郡とケンドール郡に入っている所では、人口が数千人に過ぎない。

### オーロラの地域
オーロラ市は政治的に幾つかの区に分けられているが、一般には3つの地域に分けられる。
- ウェストサイド、フォックス川の西岸
- イーストサイド、フォックス川の東岸で、デュページ郡の境界まで
- フォックス・バレー、「最東部」とも言われる、デュページ郡境界の東にある市域。この地域はフォックス川沿いにはないので厳密に正確な名前ではない。実際には、フォックス・バレーの一部はデュページ川流域にある。この地域はウェストフィールド・フォックス・バレー・モールやフォックス・バレー・ビレッジに近いのでこの名前が付いた。フォックス・バレー・ビレッジはモールができた後では最初の住宅開発地区である。

#### 地区
| 地区                         | 位置     | 概要 |
| ---------------------------- | -------- | --- |
| アシュトンポイント           | 最東部   | オーロラとネイパービルの境界に建てられた一戸建てと集合住宅の集合、オーロラを通る2本の主要鉄道が交差する近くにある。 |
| チェリーヒル                 | 最西部   | ガリーナ・ブールバードの南、ブラックベリー歴史的農園に近く、中上流階級の地区。1996年の洪水で大きな被害を受けたが、再建されてきた。1990年のプレインフィールド竜巻もこの近くを通ったが、屋根や壁の損傷が大半だった。 |
| コプリービル                 | 東部     | 現在は空き屋のコプリー記念病院を取り囲む地区。ダッチタウンの東、ニアイーストサイドの南にある。市内でも最も人口が密集した地区である。 |
| 中心街                       | 北西部   | 歴史的中心街はオーロラの中心であり、1900年代初期にまで遡る多くの大型歴史的建造物がある。州間高速道路88号線の南3マイル (5 km) にあたる。中心街の大半は1880年代後半に開発され、幾つかの印象的な建築物がある。中心街の衰退は1970年代に始まったが、最近リバー通りプラザ・コンドやドーナー・プレース・ロフツなど幾つかの新しい再開発が行われている。ハリウッド・カジノなど新しい事業が多く始められ成功している。中心街東部のイーストサイドでは大きなホテルや高層の集合住宅の建設が計画されている。今日でも中心街の直ぐ外側の地域は1980年代の産業不況のために空き屋になっているところが多い。1921年に建設された22階建ての有名なリーランドホテルには、以前ブルースの録音室だったスカイクラブが入っている。この建物はかつて、シカゴ以外ではイリノイ州で最も高い建物だった。今日ではアパートとして使われている。 |
| ダッチタウン                 | 東部     | 20世紀前半では圧倒的にドイツ人移民が多く住んでいた。コプリービルの東、アップタウンの南にあたる。 |
| フォックスクロフト           | 最北西部 | 中程度の家族用家屋やタウンハウスのある中流階級地区。主に1970年代に建設され、成長の中心になることが期待されたが実現されなかった。西オーロラ教育学区が1978年に高校（一般にノースキャンパスと呼ばれる）を建設した。それから数年後にはこの高校が売却され、イリノイ州数学科学アカデミー・マグネット・スクールに代わった。エッジローンの西、インディアン・トレイル道路の北に位置する。 |
| フロンテナック               | 最東部   | |
| ジョージタウン               | 最東部   | コプリー病院の直ぐ東にあり、フォックスバレー・モールの直ぐ西にあたる。ここには小学校1校と野球場を含み幾つかの公園がある。 |
| レイクサイド・サンスーシ     | 最西部   | サンスーシの延長部。1980年代と1990年代に建設された。オーチャード道路の西にあたる。1996年の洪水で大きな被害を受けた。 |
| リトルイタリー               | 西部     | 西部の中心街の南にあり、かつてはイタリア人移民が多く住んでいた。サウスレイク通りとウェストジェリコ道路に近い。ここには工場労働者が多く住んでいた。 |
| ニアイーストサイド           | 東部     | オーロラでは古い方の地区。中心街とアップタウンの間にある。1870年代にまで遡る幾つかの大型家屋がある。 |
| ニアウェストサイド           | 西部     | 中心街西部にある地区。ニアイーストサイドと類似した年代の建築物がある。 |
| ニューポートヒル             | 西部     | オーロラ大学に近い地区 |
| メアリーウッド               | 北東部   | 当初はビッグウッズと呼ばれ、1800年代後半にルクセンブルクからの移民が入った。彼等の聖母マリアへの献身を示すためにメアリーウッドと改名され、現在はローマカトリック教ロックフォード教区の聖母マリア受胎告知教会のある場所となっている。チャーチ道路の北東側、州間高速道路88号線の直ぐ南にあたる。この地区はかつて消防自警団をもっており、未編入地区からの出動要請にも応じた。オーロラ消防局ができてこの自警団は無くなったが、古い消防署が現在もチャーチ道路とショマー道路の交差点にあり、メアリーウッド・コミュニティセンターとして使われている。地区の半分は未編入のままであってオーロラ市に属していないが、地区住人はオーロラを郵便用の住所にしている。未編入地域の警察機能はケーン郡保安官事務所が行っている。                                                                                          |
| ピジョンヒル                 | 東部     | 1800年代後半にルーマニア人など東欧諸国からの移民が集まった地区。フォックス川の嗣ぐ東、インディアンクリークの北にある。 |
| リドルハイランズ             | 西部     | フォックス川西岸にあり、ノースレイク通りやウェストイリノイ・アベニューに近い。1900年代初期に遡る大きな古い家屋があり、市内でも魅力有る地区である。東部境界にノースゲイト・ショッピングセンターがある。 |
| サンスーシ                   | 最西部   | 主に1960年代と1970年代に建設された高級住宅地。長く曲がりくねった道がある。西岸の裕福な住人が住んでいる。当初住人の多くはシュガーグローブにあるよりしゃれた地区に移転した。オーチャード道路とプレーリー道路の北東にあたる。 |
| スクレーパー・モーチャービル | 南東部   | |
| サウスパーク                 | 南東部   | |
| シャーウッドグレン           | 東部     | 市内で強いヒスパニック文化の中心。中心街の直ぐ東にあり、20世紀前半には大きな家屋が多く造られた。 |

### 気候
オーロラの年間降水量は約40インチ (1,000 mm) である。過去最高気温は1936年7月14日の 111°F(43.9℃) だった。過去最低気温は1985年1月20日の −26°F(−32.2℃) だった。平均最高気温は7月の 84°F(28.9℃) であり、平均最低気温は1月の 10°F(−12.2℃) である。
1996年7月17日から18日に掛けて大洪水がオーロラを襲い、24時間雨量は16.9インチ (429 mm) でイリノイ州の記録となり、全国でも2番目となった。洪水は標高の低い地域とフォックス川流域のほとんど全てで起こった。オーロラ市の最西部にあるブラックベリー・クリークでも洪水が拡がった。
近年、大きな竜巻に襲われたことはないが、毎年発生はしている。降雪も多く、周期的にブリザードが吹き荒れる。
1909年5月26日、イリノイ州では最大級となった地震に襲われた。煙突がひび割れ、周辺50万平方マイル (130万 km2)で震動が感じられた。
1906年、竜巻がオーロラ・ドライビング・パークを通過した。そこはリクレーションと娯楽の公園でありレース場もあった。現在はリドルハイランズとなっている。この竜巻はリングリング・ブラザーズの「世界最大のショー」サーカスの昼公演時に襲い、公園は混み合っていた。死者2人、傷者22人を出したが、観客席は夜の公演のために埋められた。

## 人口動態
| オーロラ市 人口推移 |         |
| 1850                | 1,200   |
| 1870                | 11,162  |
| 1890                | 20,000  |
| 1900                | 24,147  |
| 1910                | 29,800  |
| 1920                | 36,300  |
| 1930                | 46,589  |
| 1940                | 47,200  |
| 1950                | 50,600  |
| 1960                | 63,715  |
| 1970                | 74,200  |
| 1980                | 81,293  |
| 1990                | 99,581  |
| 2000                | 142,990 |
| 2010                | 197,899 |
| 2020                | 180,542 |

以下は2000年の国勢調査による人口統計データである。
| 基礎データ - 人口: 142,990人 - 世帯数: 46,489世帯 - 家族数: 34,215家族 - 人口密度: 1433人/km2（3711.5人/mi2） - 住居数: 48,797軒 - 住居密度: 489軒/km2（1266.6軒/mi2） 人種別人口構成 - 白人: 51.07% - アフリカン・アメリカン: 19.06% - ネイティブ・アメリカン: 0.36% - アジア人:3.06% - 太平洋諸島系: 0.03% - その他の人種: 14.52% - 混血: 2.0% - ヒスパニック・ラテン系: 46.56% 年齢別人口構成 - 18歳未満: 31.7% - 18-24歳: 10.2% - 25-44歳: 35.9% - 45-64歳: 19.9% - 65歳以上: 6.3% - 年齢の中央値: 29歳 - 性比（女性100人あたり男性の人口） - 総人口: 101.5 - 18歳以上: 99.3 | 世帯と家族（対世帯数） - 18歳未満の子供がいる: 44.2% - 結婚・同居している夫婦: 56.5% - 未婚・離婚・死別女性が世帯主: 12.0% - 非家族世帯: 26.4% - 単身世帯: 20.6% - 65歳以上の老人1人暮らし: 5.3% - 平均構成人数 - 世帯: 3.04人 - 家族: 3.55人 以下の収入データは2007年の推計である。 収入と家計 - 収入の中央値 - 世帯: 54,861 米ドル - 家族: 61,113米ドル - 性別 - 男性: 41,429米ドル - 女性: 30,150米ドル - 人口1人あたり収入: 22,131米ドル - 貧困線以下 - 対人口: 8.5% - 対家族数: 6.2% - 18歳以下: 10.9% - 65歳以上: 7.3% |

## 経済
オーロラ市はイリノイ州技術研究回廊の縁に位置している。シカゴやその郊外と同様に製造業の長い伝統がある。過去および現在の著名な製造業者としては、ライアン・ワークスペース・プロダクツ、オーロラ・シルバープレート製造、バーバー・グリーン、シカゴ・コーセット、オーロラ・ブリューイング、スティーブンス・アダムソン、キャタピラー社、オールスティール・メタルズ、ナショナル・メタルウェアズおよびウェスタン・ウィールド・スクレーパー・ワークス（後のオースティン・ウェスタン）がある。最も著名な雇用主かつ製造業であるのはシカゴ・バーリントン・アンド・クィンシー鉄道（後のバーリントン・ノーザン鉄道）であり、オーロラに本部を置いていた。この鉄道の転車台付き機関車庫が今も残っており、人気のあるレストラン、ウォルター・ペイトンズ・ラウンドハウスとなっている。

### 観光
1987年に設立されたオーロラ地域会議観光局は民営の非営利組織であり、主要な宿泊する観光地としてこの地域を積極的に宣伝し市場開発を行っている。その目的は10の自治体からなる地域の経済と環境の福利を強化することである。10の自治体とは、オーロラ、バタビア、ビッグロック、ヒンクリー、モントゴメリー、ノースオーロラ、プレイノ、サンドウィッチ、シュガーグローブ、およびヨークビルである。

## 芸術と文化
オーロラ中心街は歴史的建造物や史跡が多い。非営利組織である大シカゴのスリ・ベンカテスワラ・スワミ寺院はヒンドゥー教の大寺院である。フィリップスパーク動物園という独自の動物園もある。

### 中心街

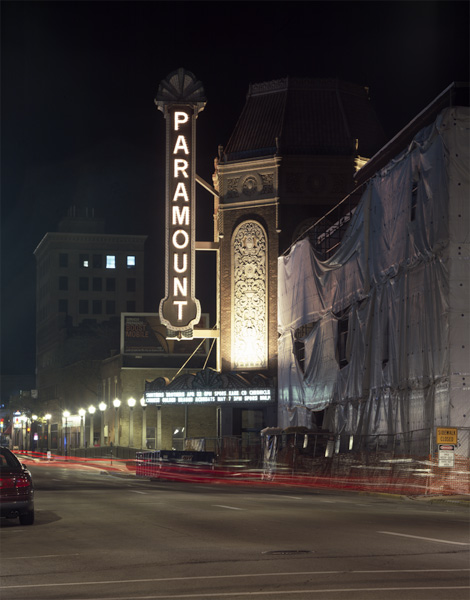
改修中のパラマウント・シアター

オーロラ中心街には国定歴史登録財になっている大型の公演施設であるパラマウント・シアターとハリウッド・カジノがある。かつてはシカゴ以外のイリノイ州で最も高い建物であり国定歴史登録財にもなっている元はホテルのリーランド・タワーがある。ジョージ・グラント・エルムズリー（プレーリーの建築家、ルイス・サリバンに学んだ）の商業ビル最大コレクションがある。またオーロラ公共図書館の本部とウォーボンシー・コミュニティカレッジの支部キャンパスもある。音楽の生演奏や様々な食べ物の屋台が出る祭であるダウンタウン・アライブは夏の週末（金曜と土曜日の夜）3回開かれている。ブルース・オン・ザ・フォックス（全国的なブルース歌手が登場する）は父の日の週末、金曜日と土曜日に開催される。およそ8,000人から13,000人の観衆が集まる。年4回のオーロラアートウォークは地元芸術家、資産家、パトロンおよびオーロラ市の草の根組織であるカルチュラル・クリエイティブズが主催している。リバーフロント・プレイハウスは非営利劇団であり、1978年以来オーロラ中心街で店頭公演を行ってきた。

### 博物館
- オーロラ歴史協会
- オーロラ地域防火博物館
- オーロラ大衆芸術コミッション
- グランドアーミー・オブ・ザ・レパブリック・ホール
- フィリップスパーク動物園
- デイビッド・L・ピアース芸術歴史センター
- サイテック交流科学博物館
- ネイティブ・アメリカン文化シンゴース博物館

### 娯楽
オーロラには豊富な娯楽の歴史がある。中心街には幾つか劇場があり、野球場、サーカス場およびレース場のある大きな地域公園もある。人気のあった施設は以下の通り。
| 劇場                                     | 開設年 | 閉鎖年 | 備考 |
| ---------------------------------------- | ------ | ------ | --- |
| クールター・オペラハウス                 | 1874   | 1899   | オーロラで最初の演劇、オペラの劇場。建物はフィフス・サード銀行（元マーチャンツ銀行）として現在も中心街にある。 |
| エバンス・グランド・オペラハウス         | 1891   | 1915   | |
| オーロラ・コロシアム、フォックス劇場     | 1900   | 1915   | 1920年にフォックス劇場に改名。1930年に市が接収した。 |
| ビジュー劇場、スター劇場                 | 1901   | 1930   | |
| ストランド劇場                           | 1915   | 1929   | 1929年に消失 |
| コロシアム劇場                           | 1923   | 1951   | 当初のオーロラ・コロシアムから18ブロック離れてある。1951年以降アパートと店舗に転換された。 |
| シルバンデル・ダンスホール、リアルト劇場 | 1915   | 1928   | 1919年にリアルト劇場に改名。当時最も人気有る劇場だったが、1928年に消失。オーナーのフランク・シーレンとジュールズ・J・ルーベンスがダンスホールから最高級の劇場に転換するために巨額の金を使ったので「百万ドルの火事」と呼ばれた。地下にはボウリング場もあった。パラマウント・シアターはリアルト劇場のあった場所に建てられている。 |
| ティボリ劇場                             | 1928   | 1981   | 閉鎖後間もなく取り壊された。時代を通じて人気の高かった劇場であり、パラマウント・シアターと競った。ここにもボウリング場があった。 |
| パラマウント・シアター                   | 1931   |        | オーロラで最も長生きの劇場。リアルト劇場があった場所に建てられた。1970年代と2000年代後半に全体的な改装を施された。 |
| ニュー・フォックス劇場                   | 1935   | 1978   | 数十年間にわたってオーロラの第3の劇場。現在閉鎖されたが、建物は残っている。2006年以降パラマウント・シアターに取り込まれた。 |
| アイル劇場                               | 1938   | 1982   | リーランド・ホテルに隣接する小劇場。1982年に解体され、公園になっている。 |

### 人物などに因む通り
| 通り名                                                     | 場所                                                                     |
| ---------------------------------------------------------- | ------------------------------------------------------------------------ |
| ブルース・アレー                                           | ガリーナ・ブールバードとドーナー・プレースの間のストルプ・アベニュー     |
| ドクター・ウィリアム・ボナー・アベニュー                   | ポンド・アベニューがボナー・アベニューに変えられた                       |
| D・ロイド・A・ホール・アベニュー                           | クレイム通りとデリアス通りの間のビーチ通り                               |
| バーノン・ルイス・パーリントン・ドライブ                   | ハートフォード・アベニューとテリー・アベニューの間のホワイト・アベニュー |
| レブランド・オリバー・シャックルフォード・ジュニア・ウェイ | ニューヨーク通りとグランド・ブルールバードの間のサムナー・アベニュー     |
| レブランド・ロバート・ウェズビー・アベニュー               | ニューヨーク通りとガリーナ・ブールバードの間のリンカーン・アベニュー     |
| マリー・ウィルキンソン・ブールバード                       | イリノイ・アベニューとプラム通りの間のビュー通り                         |
| リッチ・エビー・ウェイ                                     | テリー・アベニューとハートフォード・アベニューの間のホワイト・アベニュー |

### 大衆文化の中で
- ウェインズワールド（1992年）は、オーロラに住んでいたウェイン・キャンベル（俳優はマイク・マイヤーズ)とガース・アルガー（俳優はダナ・カーヴィ）という2人の男に関する話だった。これら登場人物はテレビ番組サタデー・ナイト・ライブから生まれたものであり、寸劇の作者の1人は近くのネイパービルの出身者で、オーロラには登場人物にとって望ましい適度のブルーカラーの感覚があると考えた。このことは上品なネイパービルと質素なオーロラの間にある長く続くライバル関係を裏付けている。この映画の大半は別の場所で撮影されたが、オーロラ市内で撮影されたシーンが少なくとも1つか2つはある[11]。最もはっきりしているのはレストランのホワイト・キャッスルが映っているシーンである。
- フォックス放送のテレビ劇プリズン・ブレイクではオーロラについて言及しており、時には1つのエピソードで何度も出てくる。撮影はオーロラ地域で行われた。
- 最近元ケンタッキー州知事のアーニー・フレッチャーは、その落選した再選選挙で行った反カジノ・キャンペーンでオーロラを材料に使った。フレッチャーはカジノのために良い町が堕落した例としてオーロラを引き合いに出した。このキャンペーンとは裏腹に、カジノは1980年代の産業衰退の後で、オーロラの再活性化に貢献してきた。
- 1986年の映画Let's Get Harryでは、 エスタブリッシング・ショット（シーンの最初に登場人物の配置やロケーションなどの一般的な情報を観客に説明するためのショット）にニューヨーク通り記念橋を使った。
- 2002年の映画Children on Their Birthdaysはオーロラの西部にある大きなビクトリア様式の家屋で撮影された。ただし、場所設定はアラバマ州になっていた。
- 2006年7月7日、ジョージ・W・ブッシュ大統領はオーロラを訪れた2人目の現職大統領となった。1人目は1904年のセオドア・ルーズベルトだった。[12]
- 2007年夏、映画"The Express"の中で、ペンシルベニア州ユニオンタウンの中心街としてオーロラ市内のラサール通りが撮影場所に使われた。
- 俳優ジョニー・デップはその最近作パブリック・エネミーズの中で、オーロラ中心街にあるパラマウント・シアターで1シーンを撮影した。

## スポーツ
オーロラは1910年から1915年までイリノイ・ウィスコンシン・リーグに所属したマイナーリーグ野球チームであるオーロラ・アイランダーズ（その後ブルース、フォクシーズという名称も使用）の本拠地となった。その最も有名な選手はケーシー・ステンゲルであり、1シーズンだけプレイした後にブルックリン・ドジャースに移籍した。ステンゲルは打率0.352を残し、1911年の首位打者になった。また50盗塁と27の補殺でもリーグ1位となった。このチームは町の西部、元リバービュー公園にあったスタジアムで試合を行った。
ウォーボンシー・バレー高校サッカー部は非常に競争の激しい地域である北部イリノイで、1987年以来ほとんど毎年、男子も女子も優勝を重ねてきた。2007年、女子サッカー部は州内チャンピオンになり、合衆国全体でも全高校女子サッカー部の中で1位にランク付けられ、無敗でシーズンを終えた。オーロラには多くのユースサッカークラブがあり、その大半Astruxh北部イリノイ・サッカーリーグで上位5％以内に入っている。オーロラ出身の多くのサッカー選手が全国の大学サッカーのプログラムで奨学金を得てきた。サッカーにおけるこの成功に加えて、オーロラはサーカーファンのために幾つかの発展的特典を用意してきた。3箇所有る高品質の屋内サッカー場では子供も大人も1年中練習や試合ができる。さらに幾つかの地域に跨るサッカークラブは高校のサッカー部と同様に、プロとしてやってきた、あるいは様々な国の代表チームで先発だったようなコーチやトレーナーがいることを誇っている。ワールドカップで勝利したチームでプレイしたような者もいる。地方のサッカー訓練計画を補うのはイングランド、ブラジル、オランダ、スコットランドなどの国々からきたプロのサッカートレーナーである。これらトレーラの何人かはイングランドのプレミアリーグ、あるいはブラジル代表チームやアルゼンチンの代表チームでプレーしてきた者である。
ファストピッチ・ソフトボールは第二次世界大戦以降、オーロラで行われており、1950年にオーロラ・シールマスターズが全国5位になったときに人気が出てきた。シールマスターズは1959年、1961年、1965年および1967年に全国1位になり、1966年と1968年は世界チャンピオンになった。1960年代から1990年代半ばまでは、多くの様々な男子リーグがあった。現在でも幾つかのリーグとチームが残っている。
オーロラの最北東部にあるストーンブリッジ・カントリークラブは2002年から2004年までLPGAツアーであるキーブラー・ケロッグ・クラシックを開催した。トーンブリッジは1991年から1995年まで男子シニアのPGAツアーを開催したコースでもある。
オーロラ大学は男子、女子のバスケットボール、ゴルフ、テニス、陸上とクロスカントリーのチームがある。男子のアメリカンフットボールと野球のチームもあり、女子のソフトボールとバレーボールチームもある。大学スポーツではディビジョンIIIに属している。
高校スポーツは市内の大きなイベントであり、オーロラ東高校と西高校が100年以上にわたってあらゆるスポーツを競っている。

## インフラ

### 交通
| オーロラ交通センター |  | オーロラ市民空港 |
| オーロラ交通センター |  | オーロラ市民空港 |

オーロラ市はメトラ通勤鉄道のバーリントン・ノーザンサンタフェ線の終着駅であり、シカゴまで電車通勤が可能である。また市内にはルート59駅もある。この駅はネイパービル市との市境にあり、それぞれの市が線路の両側に駐車場を備えている。PACEが日曜日を除く週6日、市内バス路線を運行しており、ネイパービル、ジェネバ、バタビア、オスウェゴ、セントチャールズなどの都市とを結んでいる。メトラの鉄道やPACEのバスと共に、グレイハウンド・バスがオーロラ交通センターを停車場にしている。アムトラックの駅は1980年代に閉鎖されたために、現在は停車していない。古いバス路線であるオーロラ・シティラインズは地域のバス運行のために1980年代後半に廃止された。またかつてはオーロラ・エルジン・アンド・フォックスリバー電鉄が運営する広範な路面電車網が存在した。いくつかのインターアーバン路線も運行されていた。これらの中でも最も著名なものはシカゴ・オーロラ・アンド・エルジン鉄道であり、シカゴまで運行されていた。
オーロラ市民空港は一般用途用空港であり、市の直ぐ外のシュガーグローブにある。この空港はシュガーグローブにあるが、オーロラ市が所有し運営している。シカゴのオヘア空港やミッドウェイ空港の代替空港として設計されており、多くの航空貨物を取り扱っている。ボーイング757型が離着陸できる。

### 医療

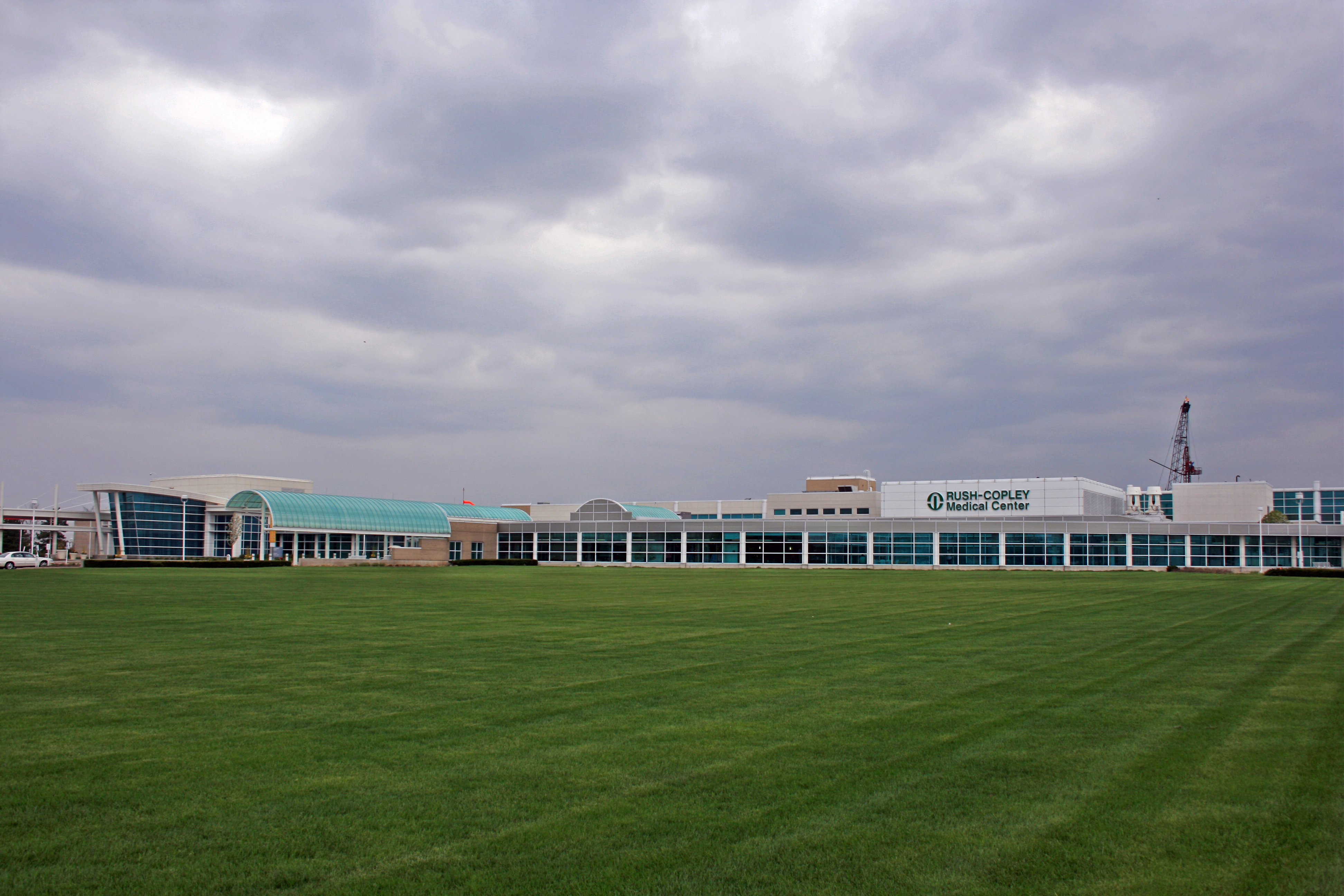
ラッシュ・コプリー医療センター

オーロラには2つの総合病院があり、1つは西部のプロベナ・マーシー医療センター、もう1つはフォックスバレーのラッシュ・コプリー医療センターである。
その他にネイパービルのエドワード病院、ジェネバのデルノア病院、ウィンフィールドのセントラル・デュページ、およびドーナーズ・グラブのグッドサマリタンにあるレベル1トラウマセンターのような地域病院がある。
かつては西部のセントジョセフ病院、アップタウンのセントチャールズ病院および東部のコプリー記念病院の3病院があった。セントジョセフ病院とセントチャールズ病院が生活センターに転換され、地域最大であった古いコプリー記念病院は空き屋となっている。オーロラ市はこの病院の煙突が倒壊を始めたので、最近これを取り壊した。
ドライや・メディカル・クリニック など幾つかの独立系医院と医療グループが市内にある。プロベナ・マーシー医療センターを取り囲む地域は多様な健康管理地区に変わってきた。

## 教育

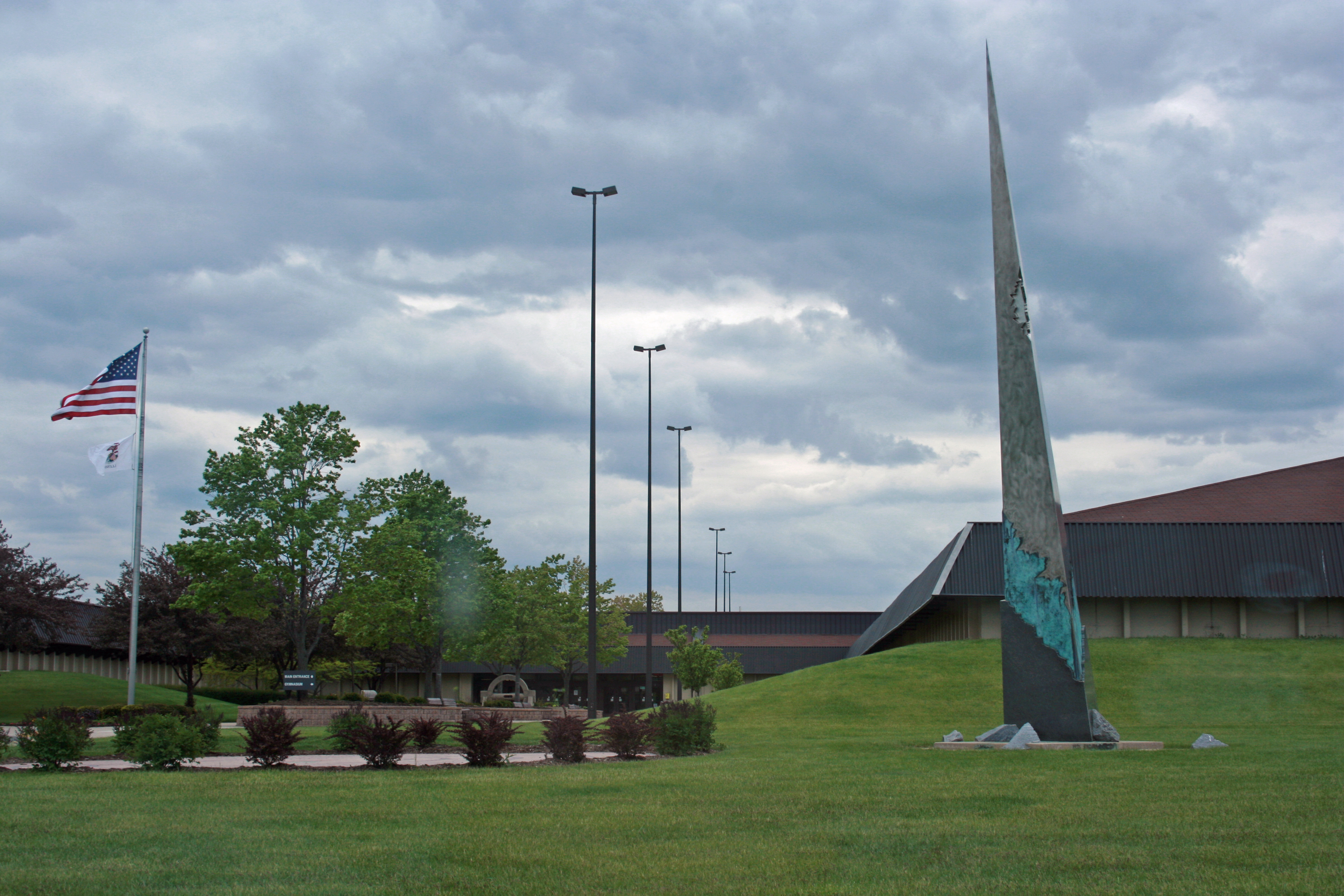
イリノイ州数学科学アカデミー入り口

市内にはイリノイ州数学科学アカデミーとオーロラ大学がある。国勢調査に拠ればオーロラ市で25歳以上の人口のうち、26％は学士号を持っている。
ケーン郡の中核となるオーロラには2つの教育学区があり、1860年代以来、物理的に市内を分けているフォックス川の両岸をそれぞれ管轄している。さらにデュページ郡内にあるオーロラ市の最東部は、1972年にインディアン・プレーリー教育学区が作られて以来その管轄下にある。2つの学区はその本部をオーロラ市内に置いている。2005年時点で、市内には少なくとも40の公立学校があり、オーロラや付近の地域社会住人のために尽くしている。
オーロラ市は市域が広いので、上記3つの教育学区だけでは住民の全てをカバーできていない。市内最北部の生徒はバタビア教育学区に入り、最南西部の生徒はケーンランド教育学区に、南端の生徒はオスウェゴ教育学区に入っている。オスウェゴ教育学区のうち3つの小学校と1つの中学校はオーロラ市内に位置している。
イリノイ州数学科学アカデミーは10年生から12年生までの州立マグネットスクールである。公的資金で運営され（オーロラ西高校北キャンパスに指定されていた用地を使っている）ているが、市内の公立学校とは独立した管理が行われている。入学要件に合致するイリノイ州の生徒ならば授業料無料で入学できる。
オーロラ市には幾つかの私立学校もある。ローマカトリック教系高校が3校、と小学校が7校有る。他にもオーロラ・クリスチャン高校と小学校がある。
上に挙げた教育学区全てで、市内に46の公立学校があり、またラスムッセン・カレッジ、ウォーボンシー・コミュニティカレッジの2支部、およびオーロラ大学の主キャンパスなど22の私立校がある。

### 図書館
オーロラ公共図書館は本館と2つの支所、1つの支援施設および1台の移動図書館で構成されている。現在の運営予算は年1,000万ドルであり、職員85人とパートタイム職員89人を抱えている。

## メディア
以前にはオーロラには多くのテレビ局やラジオ局があったが、シカゴからの放送が好まれたので、閉鎖されてきた。現在はテレビ5局、AMラジオ1局、FMラジオ2局がある。

### 新聞
「ビーコンニューズ」が1846年以来オーロラの日刊紙である。現在はシカゴ・サンタイムズ・ニューズグループがこの会社を運営している。オーロラ版、ケンドール郡版およびケーン郡版と3つの版を制作している。州内でも最良の日刊紙として、AP通信社、北部イリノイ州新聞協会、イリノイ州報道協会およびシカゴ・ヘッドラインクラブに認められている。

## 犯罪と社会問題
近年、オーロラでの犯罪は減少してきており、ここ30年間では最小のレベルにある。ギャングに対する警察の取締が功を奏したとされている。ギャングによる暴力事件数は1990年代が最高であり、年平均で30件近い殺人があった。2008年ではこれが2件になった。2007年7月、オーロラ警察署と連邦捜査局FBIは「オペレーション・ファースト・デグリー・バーン」という一掃作戦を行い、1990年代半ばまで遡る殺人事件22件の容疑者とされる31人のラテン・キングスのメンバーを逮捕した。ギャングの暴力事件を減らし、若者がギャングに加わるのを阻止するためにシーズファイアと呼ばれるプログラムを適用してきた。
オーロラはフォックス川の汚染に対処することで長く環境問題に取り組んできた。この川は1世紀以上も川側に並んでいた工場によって、1970年代まで酷く汚されてきた。州の認可やボランティアの努力もあって、浄化作業がうまく進んでいる。

## 著名な住人

### 文化、芸術
- エド・クレイトン（1971年- ）、著作家、イラストレーター
- クライブ・カッスラー（1931年- ）、冒険小説家、海洋考古学者
- キンバリー・ドンリー（1965年- ）、モデル、女優
- アンドレア・エバンス（1957年- ）、エミー賞にノミネートされた女優
- ルース・バンシックル・フォード（1897年 –  1989年）、シカゴ美術アカデミーのオーナー
- ジーン・グリーン（1881年 –  1930年）、エンタテーナー、歌手、作曲家、渾名はラグタイムのキング
- ケン・グリフィン（1909年 –  1956年）、音楽家、俳優
- M・ミリアム・ヘレラ、俳優、詩人
- デイブ・ジョンストン、バンジョー奏者、歌手、ヨンダー・マウンテン・ストリング・バンド
- トム・ジョーンズ（1945年- ）、短編作家
- エリザベス・ライニントン（1921年 –  1988年）、多作な小説家
- ニコル・ナレイン（1974年- ）、モデル
- ブルース・ニュートン、子供用テレビ番組Garfield Gooseの制作者として論争がある
- ジェフ・オルソン（1962年- ）、音楽家
- バーノン・ルイス・パーリントン（1871年 –  1929年）、ピューリッツァー賞を受賞した歴史家、元大学フットボールのコーチ
- モード・パウェル（1867年 –  1920年）、バイオリニスト
- ポール・シェアリング（1968年- ）、映画脚本家、監督
- ランディ・シルツ（1951年 –  1994年）、ゲイの先駆的ジャーナリスト、著作家
- カール・トーマス（1970年- ）、R&B歌手
- フィリップ・エドワード・ヴァン・リア、俳優
- スタナ・カティック、女優、テレビ番組Castleに出演

#### スポーツ
- マージャー・アスピット（1909年 –  1988年）、元アメリカンフットボール（NFL）選手
- ケニー・バトル（1964年- ）、元バスケットボール（NBA）選手
- カート・ベッカー（1958年- ）、元NFL選手
- リッチ・ベッカー（1972年- ）元MLB選手
- ドン・ビーブ（1964年-）、元NFL選手
- マイケル・ボーデン（1986年- ）、MLB選手
- ボブ・カーニー（1932年- ）、元NBA選手
- マーク・カトリン（1882年 –  1956年）、アイオワ大学アメリカンフットボールのヘッドコーチ、ウィスコンシン州議会議員
- ブラッド・チルドレス（1956年- ）、ミネソタ・バイキングス現ヘッドコーチ
- ザカリー・テイラー・デイビス（1872年 –  1946年）、オールド・コミスキー公園とリグリー・フィールドの設計者
- ラリー・イングリッシュ（1986年- ）NFL選手、サンディエゴ・チャージャース
- チック・ハーン（1916年 –  2002年）、元スポーツキャスター
- ロイ・ホルストマン（1910年 –  1988年）、元NFL選手
- ボブ・ジョンソン（1943年- ）、元MLB選手
- ボブ・キッパー（1964年- ）、元MLB選手
- クァバス・カーク（1988年- ）、サッカー選手、ミネソタ・サンダー
- ジョ・クラコスキー（1962年- ）元NFL選手
- プレストン・ラリソン（1980年- ）、元MLB選手
- ランディ・メルビン（1959年- ）、NFLクリーブランド・ブラウンズの守備コーチ
- トム・ペトラノフ（1958年- ）、投げ槍の元世界記録保持者
- ジム・プラット（1951年- ）、アーミー・ブラックナイツ男子バスケットボールチームのコーチ補佐
- マリオ・ラモス（1977年- ）、MLB選手
- マイク・スモール（1966年- 、プロゴルファー
- ビリー・テイラー（1974年- ）、ボール州立大学の男子バスケットボール・コーチ
- キース・テルセイラ（1959年- ）、ボクシングのトレイナー、コーチ
- スティーブ・トンプソン（1965年- ）元NFL選手
- ボビー・Z（1967年- ）、モンスタートラックのドライバー

### 科学
- ヘンリー・ゲイル（1874年 –  1942年）、宇宙物理学者、著作家
- ジェイムズ・F・フィリップス（1930年 –  2001年）、環境問題活動家
- トム・スキリング（1952年- ）シカゴ・トリビューンとWGN-TVで気象学者
- G・デイビッド・ティルマン（1949年- ）、生態学者、大学教授

### 社会と社会科学
- ジェイムズ・コンプトン（1939年- ）、シカゴ・アーバン・リーグの元社長かつCEO
- ジョン・ドルーリー（1927年 –  2007年）、シカゴのニューズ・アンカーマンを長く務めた
- ジム・マッギン（1966年- ）ラジオ番組ディレクター
- エドナ・マレー（1898年 –  1966年）、世界恐慌時代の無法者
- ジェフリー・スキリング（1953年- ）エンロン・コーポレーションの元CEO

#### 軍人
- ジェイムズ・H・モンロー（1944年 –  1967年）、ベトナム戦争で衛生兵、名誉勲章受章者
- ウォルター・E・トルエンパー（1918年 –  1944年）、第二次世界大戦でアメリカ陸軍航空隊所属、名誉勲章受章者
- レスター・W・ウィーバー（1948年 –  1969年）、アメリカ海兵隊、ベトナム戦争で名誉勲章受章者

#### 政治と法律
- アイラ・クリフトン・コプリー（1864年 –  1947年）、元アメリカ合衆国下院議員、コプリー・プレスの創業者
- チャールズ・ヘンリー・ディートリッヒ（1853年 –  1924年）、元ネブラスカ州知事、同州選出のアメリカ合衆国上院議員
- リタ・B・ガーマン（1943年- ）、イリノイ州最高裁判所判事
- デニス・ハスタート（1942年- ）、元アメリカ合衆国下院議員かつ議長
- フィリップ・E・ジョンソン（1940年- ）、法学教授、著作家
- クリス・ローゼン（1952年- ）、イリノイ州上院議員
- リンダ・チャパ・ラビア（1966年- ）、イリノイ州下院議員
- パトリシア・リード・リンドナー（1939年- ）、イリノイ州下院議員
- ルイス・M・ロング（1883年 –  1957年）、元アメリカ合衆国下院議員
- ティム・マホーニー（1956年- ）、元フロリダ州選出アメリカ合衆国下院議員
- スコット・パーマー（1950年- ）、デニス・ハスタートの主席補佐官
- ロバート・W・プリチャード（1945年- ）、イリノイ州下院議員
- シャーロット・トンプソン・リード（1913年 –  2007年）、元アメリカ合衆国下院議員
- フランク・R・リード（1879年 –  1945年）、元アメリカ合衆国下院議員
- ロイ・ソルフィスバーグ（1912年 –  1991年）、元イリノイ州首席判事
- トム・ワイスナー（1949年- ）、現オーロラ市長

#### 宗教
- ナサニエル・ポップ（1940年- ）、アメリカ・ルーマニア・エピスコペイトにおける正教会の大主教
- バジル・ルイス・パスカス（1915年 –  2009年）、東方典礼カトリック教会 セントジョージ・イン・カントン教区名誉司教[17]
- アレクサンダー・ラリュー（1916年 –  2002年）、東方典礼カトリック教会司祭、政治犯、著作家

## ギャラリー
- リーランド・タワー
- オーロラ公共図書館の本館、1969年頃に改修
- ウェストフィールド・フォックス・バレーの回転木馬とフードコート、1975年開館